# Rumänische Eishockeyliga
Die Liga Națională de hochei (deutsch Nationale Eishockeyliga) ist die höchste Spielklasse im rumänischen Eishockey. 
Die Liga wird vom rumänischen Eishockeyverband Federația Română de Hochei pe Gheață, kurz FRHG, veranstaltet. Zunächst nahmen die beiden Stadtrivalen SC Miercurea Ciuc und HC Csíkszereda parallel am Spielbetrieb der ungarischen Borsodi Jégkorong Liga teil. In der Saison 2008/09 spielten auch der rumänische Rekordmeister Steaua Bukarest und CS Progym Gheorgheni parallel in der daraus hervorgegangenen MOL Liga (seit 2017 Erste Liga) mit. Für die MOL Liga 2009/10 verzichteten beide allerdings aus finanziellen Gründen, dafür spielen der ASC Corona 2010 Brașov und der HSC Csíkszereda nun in diesem internationalen Wettbewerb. Sie nahmen zwischen 2013 und 2015 nicht an der Hauptrunde der rumänischen Liga teil, sondern stiegen erst in den Playoffs in den nationalen Spielbetrieb ein. Seither gelten die rein rumänischen Partien der MOL/Erste Liga auch für die Klassifikation der rumänischen Eishockeyliga.

## Aktuelle Teilnehmer
| Mannschaft                  | Stadt          | Heimarena                       | Kapazität |
| --------------------------- | -------------- | ------------------------------- | --------- |
| CSM Corona Brașov           | Brașov         | Patinoarul Olimpic Brasov       | 2.000     |
| Steaua Bukarest             | Otopeni        | Patinoarul Allianz-Țiriac Arena | 450       |
| CSM Dunărea Galați          | Galați         | Patinoarul Galați               | 5.000     |
| CS Progym Gheorgheni        | Gheorgheni     | Gyergyószentmiklósi Műjégpálya  | 1.480     |
| HSC Csíkszereda             | Miercurea Ciuc | Vákár Lajos Jégcsarnok          | 4.000     |
| Sportul Studențesc Bukarest | Bukarest       | Vákár Lajos Jégcsarnok          | 4.000     |
| Sapientia U23               | Sândominic     | Patinoarul Cârța                | 1.000     |
| Háromszéki Ágyúsok          | Târgu Secuiesc | Patinoarul Deme László          | 550       |